# Taylor (Arizona)
Taylor es un pueblo ubicado en el condado de Navajo en el estado estadounidense de Arizona. En el Censo de 2010 tenía una población de 4112 habitantes y una densidad poblacional de 48,59 personas por km².

## Geografía
Taylor se encuentra ubicado en las coordenadas 34°26′34″N 110°5′55″O / 34.44278, -110.09861. Según la Oficina del Censo de los Estados Unidos, Taylor tiene una superficie total de 84.63 km², de la cual 84.57 km² corresponden a tierra firme y (0.07%) 0.06 km² es agua.

## Demografía
Según el censo de 2010, había 4.112 personas residiendo en Taylor. La densidad de población era de 48,59 hab./km². De los 4.112 habitantes, Taylor estaba compuesto por el 85.97% blancos, el 0.22% eran afroamericanos, el 4.79% eran amerindios, el 0.29% eran asiáticos, el 0.07% eran isleños del Pacífico, el 5.96% eran de otras razas y el 2.7% pertenecían a dos o más razas. Del total de la población el 13.28% eran hispanos o latinos de cualquier raza.